# Acacia globosa
Acacia globosa är en ärtväxtart som beskrevs av Ana Du Bocage och Miotto. Acacia globosa ingår i släktet akacior, och familjen ärtväxter. Inga underarter finns listade i Catalogue of Life.